# Gaertnera ternifolia
Gaertnera ternifolia är en måreväxtart som beskrevs av George Henry Kendrick Thwaites. Gaertnera ternifolia ingår i släktet Gaertnera och familjen måreväxter. IUCN kategoriserar arten globalt som starkt hotad. Inga underarter finns listade i Catalogue of Life.